# Mol (jednotka)
Mol (značka mol) je základní fyzikální jednotka látkového množství. Jeden mol libovolné látky obsahuje přesně 6,02214076×1023 částic (atomů, molekul, iontů apod.), což je číselná hodnota Avogadrovy konstanty vyjádřené v jednotkách mol−1. Tato definice platí od 20. května 2019.
Hmotnost 1 molu nuklidu uhlíku  12
6 C je téměř přesně 12 g. Před zavedením aktuální definice jednotky tento vztah platil zcela přesně, protože mol Avogadrovu konstantu přímo definoval.
Mol je jedna ze sedmi základních jednotek soustavy SI.

## Historie
Definice z roku 1971 stanovovala, že jeden mol libovolné látky obsahuje stejný počet částic, jako je počet atomů v 12 g nuklidu uhlíku  12
6 C. Tento počet udává Avogadrova konstanta. Nevýhodou této definice je závislost na jednotce kilogram, přičemž hodnotu Avogadrovy konstanty bylo nutné určit měřením.
Od 20. května 2019 je hodnota Avogadrovy konstanty přesně stanovena na 6,02214076×1023 mol−1, čímž je dána současná definice jednotky. Tato nová definice byla zveřejněna v lednovém čísle ročníku 2018 časopisu Pure and Applied Chemistry vydavaném organizací IUPAC.